# Victor Perrin (homme politique)
Pour les articles homonymes, voir Perrin.
Victor Perrin, né le 24 novembre 1831 à Payerne et mort le 12 février 1874 à Lausanne, est une personnalité politique suisse, membre de la Gauche Libérale (futur parti radical-démocratique). Il est député du canton de Vaud au Conseil national de 1867 à 1872.

## Biographie
Victor Perrin naît le 24 novembre 1831 à Payerne, dans le canton de Vaud. Protestant, originaire de Payerne, il est le fils de Frédéric Rodolphe Perrin, notaire, député et juge, et de Marguerite Elise Vulliamy. Il épouse Louise Julie Blanchet.
Après des études au Collège Galliard entre 1847 et 1848 et des études de droit à Lausanne et en Allemagne de 1849 à 1854, il obtient sa licence à Lausanne en 1854. Il séjourne à Paris, puis fait un stage à Lausanne en 1857 avant d'obtenir en 1858 son brevet d'avocat. Il est rédacteur à la Gazette vaudoise de 1857 à 1860, juge suppléant au Tribunal fédéral de 1871 à 1872 et membre du comité de la Société industrielle et commerciale du canton de Vaud dès 1872. Membre de la société estudiantine de Belles-Lettres, il en est le président en 1849. Il est également membre de la société estudiantine de Zofingue, dont il est le président en 1853.

### Carrière politique
Radical de gauche, proche de Jules Eytel, il est député des Radicaux/Gauche Libérale (aile gauche du parti libéral) au Grand Conseil vaudois de 1858 à sa mort en 1874 et en est le président en 1870 et en 1871. Il y est un des promoteurs de la révision constitutionnelle de 1861, de la ligne de chemins de fer de la Broye et de la Banque de la Broye. Il est  conseiller national de 1867 à 1872. Il doit abandonner son siège pour avoir soutenu la révision de la Constitution fédérale de 1872,.